# Cifra nyomorúság (színmű)
A Cifra nyomorúság Csiky Gergely egyik nagy sikert aratott drámája négy felvonásban, A proletárok után a második úgynevezett társadalmi színműve. Ősbemutatója 1881. október 28-án volt a budapesti Nemzeti Színházban. A szerző előző darabjainak sikere miatt a bemutatót általános várakozás előzte meg, és az előadás teljes sikert aratott.
A színmű önálló kötetben először 1882-ben jelent meg.

## Személyek
- Bálnai Gusztáv, számtanácsos
- Bella, húga
- Sodró Antal, irodatiszt
- Zsófi, neje
- Eszter, rokona
- Csoma Bálint, napidíjas írnok
- Lányai:
  - Márta
  - Klotild
  - Aurelia
  - Juci
  - Luci
- Mádi Simon, tiszteletbeli segédfogalmazó
- Poprádi Endre
- Tarczali Jenő
- Zegernyei Parthenia
- Zegernyei Zenobia
- Mézesné
- Hantos, írnok
- Barna, írnok
- Tóbiás, hivatalszolga
- Murok Márton, ügyvéd
- Pincér
- Végrehajtó
- Becslő

## Cselekménye
Sodró Antal irodatiszt szegénységben él családjával, Csorna Bálint írnok sovány napidíjából tartja el öt leányát. Sodró házában él unokahúga, Eszter is, egy szegény hivatalnok árvája. Látja, hogy terhére van kis fizetésű rokonainak, akik uzsorások kölcsöneire szorulnak. 
A kínos helyzetből csak házassággal menekülhet, és két kérője is van. A gazdag, de szédelgő Poprádi Endre helyett régi barátnője (Bella) bátyjának, a becsületes Bálnai Gusztáv számtanácsosnak enged és felesége lesz. Habár nem őt, hanem a léha Tarczali Jenőt szereti, aki őt egyelőre észre sem veszi.
Tarczali már elnyerte Bálnai húgának, Bellának vonzalmát, de most megtetszik neki Bálnai új felesége is. Eszter bevallja neki szerelmét, mégis elutasítja őt és arra kéri, utazzon el. Férje azonban egy Sodróért vállalt kezesség miatt csődközeli helyzetbe jut, és Eszter kénytelen beleegyezni, hogy elfogadják Tarczali barátilag felajánlott anyagi támogatását. Az Esztert ajánlataival üldöző Poprádit Tarczali párbajban megsebesíti, majd elutazik. 
Később azonban visszatér, és Eszterrel való ártatlan találkozásukon Bálnai meglepi őket és felfedezi szerelmüket. A látszat Eszter ellen szól, pedig nem csalta meg férjét. A becsületére kényes és felesége boldogságát kívánó Bálnai elválik tőle, Tarczalival pedig kötelezvényt írat alá, hogy Esztert feleségül veszi. Tarczali azonban semmit nem változik. Eszter feloldja őt kötelezettsége alól, Bálnai viselkedése láttán viszont feléled benne az elvált férje iránti szerelem. Érdeklődni kezdenek, hogy feleségül veheti-e újra a férj elvált nejét. 
A fő cselekményszál mellett a színműnek élénk színfoltja egy-egy mellékszereplő életteli, humorral megrajzolt alakja. Ilyen a napidíjas Csoma Bálint öt csevetelő leányával, akiben az élhetetlen becsületesség józan okossággal keveredik, és aki mindig jót akar, de mindig bajt okoz. És ilyen Mádi Simon is, aki falujából Pestre költözött tiszteletbeli segédfogalmazónak, hogy közel lehessen szerelméhez, Bellához, akinek bátortalan, de végül szerencsés imádója.

## Értékelése, bemutatója
Pintér Jenő szerint a színmű célzata az, hogy az anyagi bajok megrontják a legtisztességesebb családok életét is. Az apák uzsorások hálójába kerülnek, lányaik nem tudnak férjhez menni. Az állami tisztviselők annyit sem keresnek, hogy a tisztességes külszínt megőrizhessék. Csiky Gergely természetesen nem lázít a társadalmi berendezkedés ellen, inkább csak részvétet kelt a szegényebb hivatalnoki réteg iránt, keserű humorral szólaltatja meg hőseit. 
Mások szerint az állami tisztviselők helyzete a darabban csak mellékes dolog, mert alig függ össze a szerelmi főcselekménnyel. Ennek viszont „fordulatai lélektani valószínűtlenségeken” nyugszanak, és ha nyújt is hatásos részeket, a darab alatta marad a szerző tehetsége színvonalának.
Egy másik nézőpontból szemlélő kritikus Csiky Gergely addigi társadalmi színművei közül ezt tartja a legértékesebbnek. Mert bár némi törlés előnyére vált volna a darabnak, de „az a társadalom, melyet fest, a mienk, s alakjai, ha magukon viselnék is a Csiky némely jellemzési modorosságának a bélyegét, köztünk élnek, vagy tengődnek…”
A darab ősbemutatója 1881. október 28-án volt a budapesti Nemzeti Színházban. Korabeli beszámolók szerint a szerzőt minden felvonás végén többször kihívták és megtapsolták. A bemutató „hőse” Újházi Ede volt Csoma bácsi hálás szerepében. Eszter szerepét Helvey Laura, Belláét Márkus Emília alakította. A további szereplők: Mihályfi Károly (Tarczali), Bercsényi Béla Bálnai, Vízvári Gyula (Mádi Simon), Náday Ferenc  (Poprádi).
1938-ban Cifra nyomorúság (Úri világ) címmel bemutattak egy magyar filmet, rendezője Gertler Viktor volt. A film tartalomleírásából és a szereplők listájából ítélve az alkotás nem Csiky Gergely művéből, sem annak „alapján” készült. Erre a forgatókönyvírók nevénél nincs is semmilyen utalás, tehát nyilván csak a színmű címét vették kölcsön.